# Mélété
Pour les articles homonymes, voir Mélété (homonymie).
Dans la mythologie grecque, Mélété (en grec ancien Μελέτη / Melétê) était l'une des trois Muses d'origine (béotiennes), filles de Mnémosyne, même si elles furent plus tard neuf. Ses sœurs étaient Aédé et Mnémé. 
Les Muses étaient généralement gentilles mais, agressées, elles étaient aussi terribles que les autres déesses.

## Famille
Fille de Zeus (dieu du ciel et de la foudre et souverain des dieux) et de Mnémosyne (déesse de la mémoire et inventrice du langage), Mélété a pour sœurs Aédé et Mnémé. 
Mélété a également de nombreux demi-frères et demi-sœurs de par son père, l'abondante progéniture de Zeus.

## Fonction
Mélété était la Muse de la Méditation et de l'Exercice, de la Pratique et du Soin. Il faut comprendre que les Muses se rapportent à des activités de l’esprit. Dès lors, Mélétè renvoie à l'Exercice intellectuel.
L'association entre les trois Muses peut se comprendre en termes de transmission de connaissance. Il y a la voix (Aédé), un effort de compréhension (Mélété) et une mémorisation rendue possible (Mnémé). Pour connaitre, il faut qu'un savoir soit exprimé (chanté par un aède), qu'une personne fasse l'effort de le recevoir intellectuellement suffisamment pour qu'il pénètre sa mémoire. 

## Signification
Mélété signifie littéralement « entraînement » et « exercice » en grec. 

## Sources
- Pausanias, Description de la Grèce [détail des éditions] [lire en ligne], IX, 29, 2.